# 300: Đế chế trỗi dậy
300 Rise of an Empire là bộ phim chiến tranh lịch sử viễn tưởng sử thi của Anh - Mỹ năm 2014 do Noam Murro đạo diễn. Đây là phần tiếp theo bộ phim năm 2006 300, nội dung diễn ra trước, trong và sau những sự kiện chính của phần phim trước và dựa trên trận Artemisium và trận Salamis. Nó dựa trên tiểu thuyết đồ họa Xerxes của Frank Miller chưa được phát hành. Zack Snyder, người đạo diễn và đồng sáng tác bộ phim gốc, đóng vai nhà văn và nhà sản xuất phim Rise of an Empire.
Dàn diễn viên bao gồm Lena Headey, Peter Mensah, David Wenham, Andrew Tiernan, Andrew Pleavin và Rodrigo Santoro tái diễn vai diễn trong bộ phim đầu tiên cùng với Sullivan Stapleton, Eva Green, Hans Matheson và Callan Mulvey. Phim đã được phát hành dưới dạng 3D và IMAX 3D vào ngày 7 tháng 4 năm 2014. Nhạc nền phim được Junkie XL sáng tác.
Phim được phát hành để đánh giá hỗn hợp, với lời phê bình ca ngợi cảnh hành động và diễn xuất của Green, nhưng chỉ trích câu chuyện. Phim thu về trên $337 triệu trên toàn thế giới từ kinh phí $110 triệu.